# Brewcaria hechtioides
Brewcaria hechtioides är en gräsväxtart som först beskrevs av Lyman Bradford Smith, och fick sitt nu gällande namn av Bruce K. Holst. Brewcaria hechtioides ingår i släktet Brewcaria och familjen Bromeliaceae. Inga underarter finns listade i Catalogue of Life.